# Roggia di Gardolo
La roggia di Gardolo (roza in trentino) è un torrente che scende dalla conca di Montevaccino nella valle dell'Adige e affluisce nell'Adige. Attraversa l'abitato di Gardolo, quartiere di Trento.

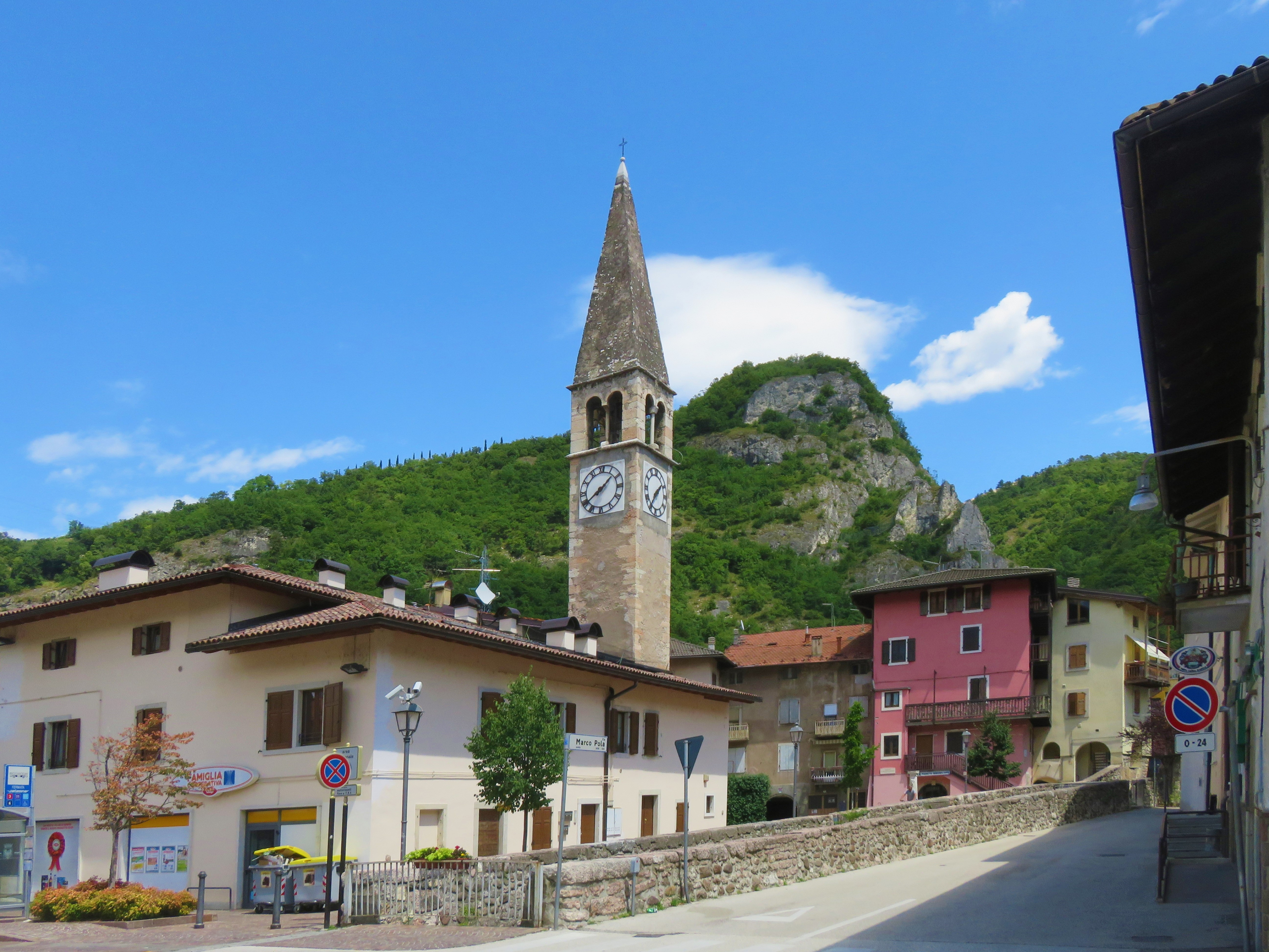
Campanile della vecchia chiesa di Gardolo e corso della roggia.

## Storia
Fin dalla nascita degli abitati di Gardolo, Gardolo di Mezzo e Montevaccino nel XII secolo la roggia rivestì un compito primario nell'economia locale.
Quando l'insediamento di Gardolo si era già consolidato, attorno al XV secolo, crebbe l'utilizzo della roggia come mezzo di trasporto del legname in valle per fluitazione.
Dopo un periodo di frequenti inondazioni, nel 1996 venne costruita una piccola diga all'altezza di Gardolo di Mezzo per regolare il regime del corso d'acqua e produrre anche energia idroelettrica.

### Ponti e altre opere
Negli anni trenta venne reso più agevole il collegamento della zona nord con quella sud del paese di Gardolo mediante la costruzione di due ponti pedonali: uno all'altezza della chiesa e un altro a fianco della piazzetta dei Profughi in Moravia.
Negli anni quaranta venne costruito un ponte stradale mentre venivano realizzate modifiche viarie che riguardavano il tracciato dell'allora statale del Brennero (poi via 4 novembre) e via Sant'Anna.
Nel 1996, mentre veniva costruita la piccola diga, una parte del flusso d'acqua venne dirottato e in seguito fu possibile interrare parte del percorso della roggia e ricavare parcheggi anche se tale decisione fece nascere alcune polemiche. Con la nuova sistemazione della piazza venne eliminato il ponte attiguo alla chiesa.

## Situazione
Esiste un comitato di residenti sostenitori della roggia.